# Костычев, Павел Андреевич
Па́вел Андре́евич Ко́стычев (12 [24] февраля 1845 — 21 ноября [3 декабря] 1895) — российский профессор, агрохимик, почвовед, микробиолог и геоботаник, один из основателей агрономического почвоведения.

## Биография
Родился в семье крепостных крестьян в деревне Карнаухово Шацкого уезда (ныне в Рязанской области). По другим данным он сын дворянина.
Помещик решил воспитать из П. А. Костычева приказчика и отдал его в Шацкое уездное училище, которое тот закончил в 1860 году. После окончания Московской земледельческой школы (1864) уехал продолжать обучение в Санкт-Петербург. В 1866 году был с разрешения попечителя учебного округа, не имея документа о гимназическом образовании, принят вольнослушателем в Санкт-Петербургский земледельческий институт; 15 июня 1867 года представил свидетельство от 7-й Санкт-Петербургской гимназии о сдаче экзаменов за полный гимназический курс. Окончил институт в 1869 году.
Вместо службы у бывшего помещика Костычев решил заняться научной деятельностью. В 1875 году он приступил к экспериментальной проверке теории Л. Грандо, попытавшегося вновь поставить вопрос о гумусовом питании растений, и вскоре её опроверг.
С 1876 года преподавал на кафедре агрономии в Санкт-Петербургском университете, где стал профессором.
В 1877 году подключился к деятельности Вольного экономического общества, которую организовал В. В. Докучаев, по химическому анализу чернозёмов. В 1878 году основал первую в России агрохимическую лабораторию.
В 1881 году защитил магистерскую диссертацию на тему: «Нерастворимые фосфорнокислые соединения почв». На следующий год был командирован в Германию и Францию для изучения прививок от сибирской язвы, работал в лаборатории Луи Пастера, что побудило его заняться почвенной микробиологией.
Выступал оппонентом В. В. Докучаева и наоборот. Свои взгляды на почвообразование изложил в книге «Почвы чернозёмной области России, их происхождение, состав и свойства» (1886). По Костычеву, чернозём есть производная от распространения и физиологии высших растений, роль остальных факторов, предложенных Докучаевым, особенно климата, он принижал.
Важной заслугой Костычева явилось открытие роли почвенных микроорганизмов в разложении растительных остатков и формировании гумуса.
С 1885 года Костычев работал в Министерстве земледелия и государственных имуществ. В 1894 году он стал директором Департамента земледелия.
Павел Андреевич Костычев скончался в Санкт-Петербурге 3 декабря 1895 года. Был похоронен на Никольском кладбище Александро-Невской лавры.

## Семья
- Жена — Евдокия.
- Дочь — Ольга.

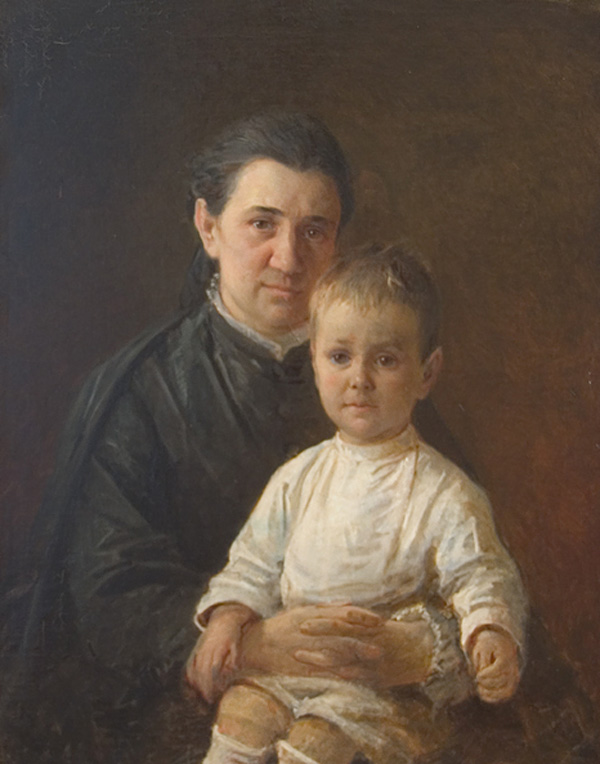
Жена и сын Сергей. (Н. Ге)

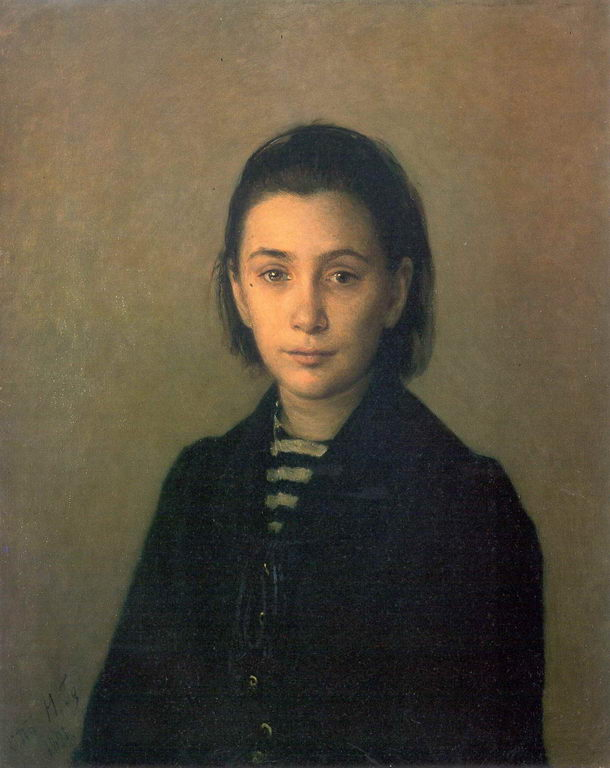
Дочь Ольга. (Н. Ге)

- Сын — Костычев, Сергей Павлович (1877—1931) — академик.

## Членство в организациях
- Императорское Русское географическое общество[6]

## Память

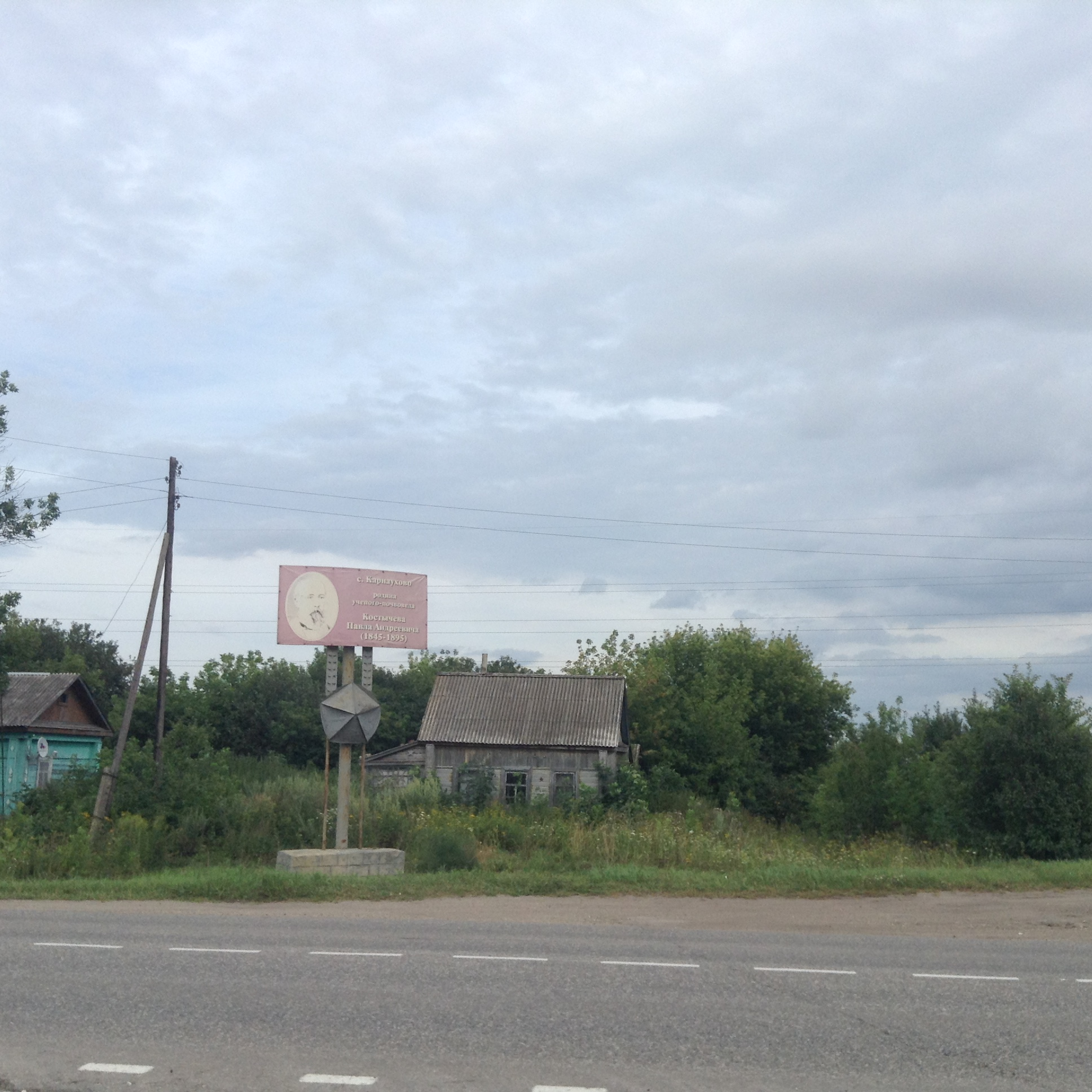
Стела в с. Карнаухово

В Музее землеведения МГУ (на 25 этаже Главного здания) установлен бюст П. А. Костычева.
Имя Павла Андреевича Костычева носят:
- Рязанский государственный агротехнологический университет
- Улицы в городах: Рязань, Брянск, Волгоград, Харьков, Иркутск, Новосибирск, Тамбов, Тула, Шацк, Рыбинск, Алушта, Пермь.
- Улица в Саратовской области, посёлок Заря 76.